# Roberto Barry
Roberto César Pérez Ruibal, más conocido como Roberto Barry (12 de octubre de 1920, Montevideo - 12 de junio de 1980, Montevideo) fue un actor, humorista, libretista y cantante uruguayo. Destacado por sus chistes y monólogos, lo que hoy se llama comedia en vivo (stand up comedy).

## Comienzos artísticos
Hacia 1936 actúa acompañado de su guitarra en el cine Centenario de Montevideo. Al cabo de dicha función recibe la proposición de oficiar de cantante radiofónico, lo cual se concreta pocos días después en la radio El Espectador. Poco tiempo después emigra a Buenos Aires donde solo logra cantar en una pequeña radio. Por esa época conoce a Adrián Lobato, de quien recibe el ofrecimiento de realizar una gira por la Patagonia. A instancias de este último es que adopta el seudónimo por el cual sería reconocido en su vida artística.
En 1948 obtiene el primer premio de la categoría Revistas del carnaval uruguayo, compartido con "El Charro Carol".
Publicó artículos de humor en La página de los martes del diario Acción en 1963.
En su variada carrera artística, fue siempre recordado como uno de los más insignes cultores de los chistes verdes (humor para adultos).

## Obras

### Fonogramas
Entre sus múltiples fonogramas se encuentran las grabaciones realizadas con la orquesta Indiana Pals, dirigida por Mancuso y Comesaña, y las realizadas con Lucio Milena, Luis Caruso, Panchito Nolé, Julio Frade y Rubén Rada, entre muchos otros. Contó asimismo con una profusa producción solista, con discos producidos por su propio sello "Errebe".

### Discografía
- Balada al voluble vol.1
- El médico de la risa vol. 1
- El médico de la risa vol. 2
- El médico de la risa vol. 3

```
Hay una cama en su futuro vol. 1
```

- Hay una cama en su futuro vol. 2
- Hay una cama en su futuro vol. 3
- Recital de humor verde
- Los gordos / El matrimonio (simple. Eco/Mallarini 30.068)
- Festival en una mesa vol. 1 (Errebe)
- Festival en una mesa vol. 2 (Errebe. Grabado en vivo en el teatro Nuevo Stella)
- Festival en una mesa vol. 3 (Errebe)
- Roberto Barry y sus cositas (Errebe 509)
- Ruben Rada y Roberto Barry (junto a Rubén Rada. Errebe 511. 1975)
- Conferencias de Roberto Barry

### Libros
- Vida íntima (1981)[1]